# Political Critique
 (signalé en août 2025).
Si vous disposez d'ouvrages ou d'articles de référence ou si vous connaissez des sites web de qualité traitant du thème abordé ici, merci de compléter l'article en donnant les références utiles à sa vérifiabilité et en les liant à la section « Notes et références ».
- Archive Wikiwix
- Bing
- Cairn
- DuckDuckGo
- E. Universalis
- Gallica
- Google
- G. Books
- G. News
- G. Scholar
- Persée
- Qwant
- (zh) Baidu
- (ru) Yandex
- (wd) trouver des œuvres sur Wikidata

Political Critique est un site d'information centre-européen anglophone, créé par la revue polonaise Krytyka Polityczna et l'ONG European Alternatives. Il constitue un réseau éditorial composé de médias et organisations de gauche en Pologne (Krytyka Polityczna), République tchèque (A2larm), Hongrie (Kettős Mérce), Slovaquie (Pole) mais aussi en Ukraine, Espagne, Grèce et Italie. 
La ligne éditoriale de Political Critique revendique son ancrage dans la mouvance Nouvelle gauche (New Left).
Son contenu repose principalement sur la traduction en anglais des articles de ces sites partenaires. Political Critique est également partenaire d'un site analogue francophone, Le Courrier d'Europe centrale.